# Мончак Ігор

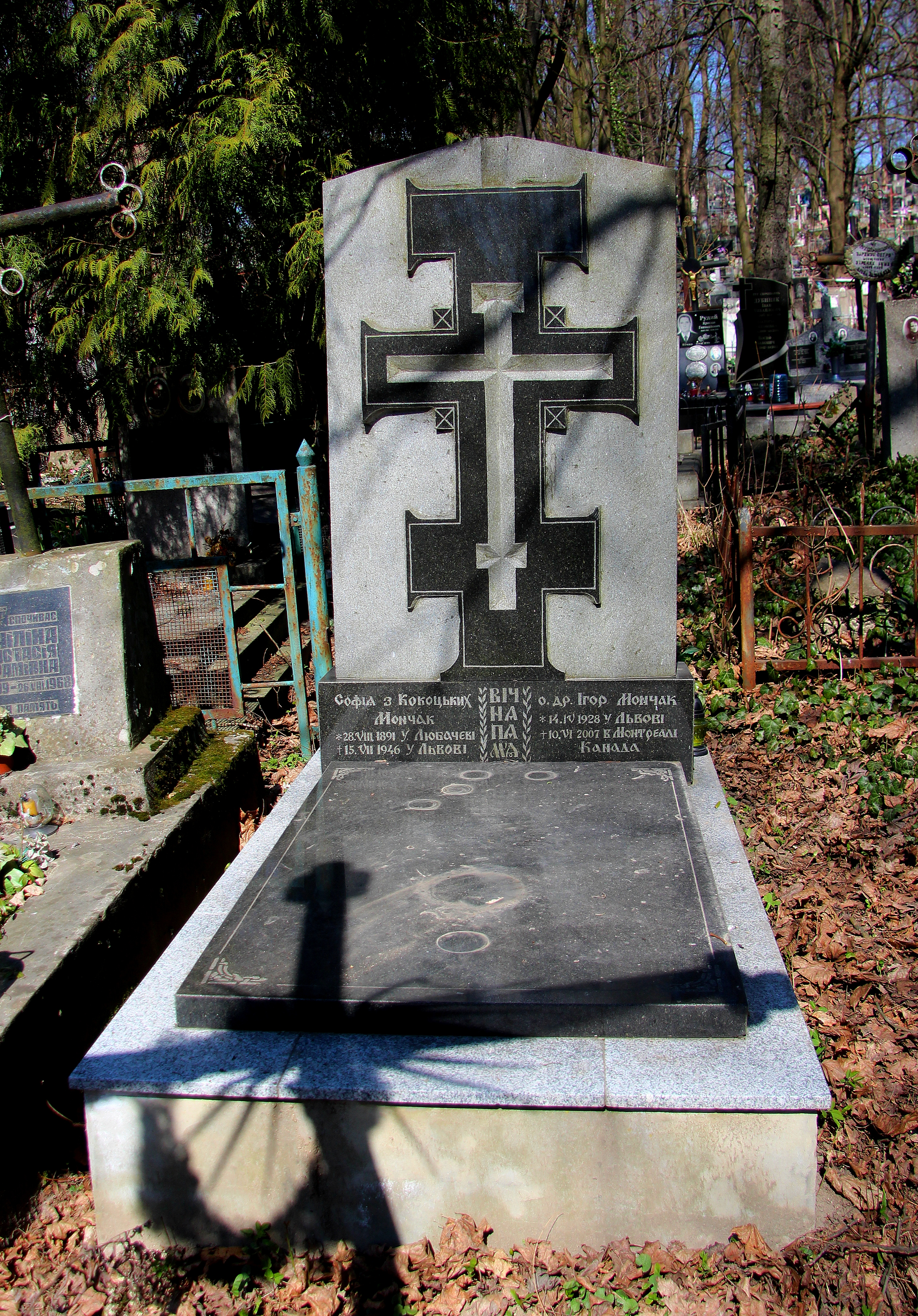
Могила Ігоря Мончака на Янівському цвинтарі

Оте́ць д-р І́гор Не́стор Монча́к (14 квітня 1928, Львів — 10 червня 2007, Монреаль, Канада) — священник Української греко-католицької церкви, доктор богослов'я, педагог, письменник.

## Біографія

### Навчання
Народився 14 квітня 1928 року у Львові в сім'ї Михайла і Софії Мончаків. Охрещений у львівському соборі святого Юра. Початкову освіту отримав у школі ім. Бориса Грінченка у Львові.
Середню освіту розпочав в українській гімназії в Ярославі, а закінчив у 1945—1946 роках у Мюнхені, склавши іспит зрілості з відзнакою. У повоєнні роки вступив на вищі студії будівельного факультету у Мюнхені, які успішно завершив 1949 р., одержавши диплом інженера.
Закінчені студії інженерії в Німеччині допомогли одержати працю після еміграції 1951 р. до Канади в будівельній фірмі побудови мостів у Монреалю. Крім цього, по вечорах відвідував студії на факультеті славістики Монреальського університету, які завершив 1956 р. ступенем магістра.

### Душпастирська і педагогічна діяльність
Восени 1956 року виїхав на богословські студії до Риму, які завершив ліценціатом з богослов'я в Папському Урбаніанському університеті (1961). 25 грудня 1960 року прийняв з рук владики Івана Бучка священничі свячення. Продовжив навчання на факультеті східних церковних наук (літургіка і канонічне право) в Папському Східному Інституті (в 1963 році здобув ліценціат). У 1966 році в Папському Григоріанському Університеті в Римі захистив докторську працю на тему: «Флорентійський екуменізм у Київській Церкві» — англ. «Florentine Ecumenism in the Kyivan Church» (захист 18 червня 1966).
О. д-р Ігор Мончак зайняв посаду секретаря Українського Католицького Університету ім. св. Климента Папи в Римі, який заклав Патріарх Йосиф Сліпий 1963 р. Восени 1968 р. повернувся до Канади й зайнявся душпастирською працею, спершу в Лондоні (Онтаріо), а згодом, 1969 року, отримав призначення на парафію св. Михаїла у Монреалі аж до кінця листопада 1990 року. З 1 червня 1969 р. став адміністратором з правами пароха і управляв парафією до осені 1990 року.
На доручення патріарха Йосифа організував у Монтреалі філію Українського Католицького Університету та у конференційній залі парафії читав лекції на теми богословські та церковної історії.
З постанням філії Українського Католицького Університету на терені Монреалю о. Ігор Мончак включився в активну педагогічну працю. Впродовж п'яти академічних років провів на філії УКУ низку курсів, за що був нагороджений Блаженнішим Йосифом грамотою і номінований надзвичайним професором УКУ. Згодом, у 1982 р., Патріарх Йосип (Сліпий) нагородив о. Ігоря званням крилошанина УГКЦ.
У 1982—1983 роках працював у Римі секретарем Синоду Єпископів Помісної Української Католицької Церкви. Після закінчення своїх обов'язків у Римі знову повернувся до Канади, де крім душпастирства, займався педагогічною працею, викладаючи догматику, літургіку й історію Церкви в Університеті св. Павла в Оттаві .
У першій половині 1990-х років кілька разів приїжджав в Україну, відвідав Львів. У «Львівській Політехніці» мав виклади зі своєї спеціальності. Також викладав у Духовній Семінарії Святого Духа (тоді в Рудному поблизу Львова). В останні роки свого життя душпастирював у парохії св. Василія Великого в Монреалі до виходу на пенсію 1 вересня 2006 р.
Помер 10 червня 2007 року в Монреалі (Канада) на 80-му році життя. Похоронні обряди відбулись у Монреалі, а тлінні останки перевезли до Львова й перепоховали їх біля могили його матері на Янівському цвинтарі.

## Праці
Залишив багату науково-дослідну й публіцистичну спадщину як співредактор журналів «Богословія», «Логоса» й інших видань. Публікував українською й англійською мовами.
Співпрацював з журналом «Патріярхат», в якому надрукували його дослідницьку працю на тему «400-ліття Папського затвердження Берестейської самоуправи і собор Київської Католицької Церкви» в числах за травень, червень і липень-серпень 1996 р. Отець Ігор Мончак написав, що Берестейські артикули не були зачитані на торжестві 23 грудня 1595 р., а в той час київським владикам доручено скласти визнання католицької віри за латинською формулою. У буллі «Великий Господь» Папи Климентія VIII було написано, що все духовенство і вірних Київської Церкви «приймаємо, з'єднуємо, долучаємо, приєднуємо й втілюємо в лоно Католицької Церкви і в єдність Святої Римської Церкви, а на всі східні обряди дозволяємо, погоджуємося, допускаємо». Але ця булла не давала жодних гарантій збереження не тільки юридичної, а й навіть літургійної ідентичності Київської Церкви. Щойно на вимогу київських владик Папа Климентій VIII 23 лютого 1596 р. написав новий документ під назвою «Годиться Римському архиєреєві», що став наріжним каменем самоуправи Київської Церкви до наших часів. Цей документ утверджує вільний вибір єпископів без втручання Риму і вибір Київського верховного архиєпископа-митрополита, який потребує папського підтвердження.
У 2012 році у видавництві Українського Католицького Університету у Львові вийшла книга о. Ігора Мончака «Флорентійський екуменізм у Київській Церкві» (праця — переклад його докторської дисертації, яку захистив у Папському Григоріанському університеті у 1966 році).